# Perdita mazatlanica
Perdita mazatlanica là một loài Hymenoptera trong họ Andrenidae. Loài này được Timberlake mô tả khoa học năm 1980.